# ناحیه جفرسون، شهرستان کاس، میشیگان
ناحیه جفرسون (به انگلیسی: Jefferson Township) یک منطقهٔ مسکونی در ایالات متحده آمریکا است که در شهرستان کاس، میشیگان واقع شده‌است.
 ناحیه جفرسون ۹۳٫۳ کیلومتر مربع مساحت و ۲٬۵۴۱ نفر جمعیت دارد و ۲۶۵ متر بالاتر از سطح دریا واقع شده‌است.